# Impact des mines sur les autochtones du Québec
 (juin 2013).
 (mai 2013).
- Si vous ne connaissez pas le sujet, laissez ce bandeau (vous pouvez alors contacter les auteurs).
- Si vous supprimez le contenu mis en cause (vous pouvez préalablement contacter les auteurs),

argumentez précisément cette suppression dans la page de discussion
(un manque de référence n'est pas un argument ; une recherche réelle de référence doit avoir été effectuée, être formellement documentée).
Les mines du Québec ont un impact souvent négatif sur les autochtones et causent des problèmes environnementaux importants. Certains chefs autochtones négocie avec les compagnies minière afin d’obtenir d’elles des compensations et des possibilités d'emploi

## En Abitibi
Vers les années 1930, l'Abitibi connait un véritable boom minier et plusieurs mines commencent à être exploitées d'abord dans le secteur de Rouyn-Noranda et ensuite dans le secteur de Val-d'Or. Le développement minier est ensuite ralenti pendant quelques années à cause de la crise économique de 1929 mais il reprend de plus belle lorsque l'or atteint 35 US $ l'once en 1934. La «ruée vers l'or» en Abitibi amène alors la création de mines dans les environs de Val-d'Or et un peu partout le long de la faille de Cadillac. Le développement minier de l'Abitibi  à amener la création des villes de Rouyn-Noranda, de Val-d'Or, de Malartic et de Cadillac, qui sont encore aujourd'hui les piliers économique de la région. L’exploitation minière de la région a donc contribué au développement la région cependant, elle a eu, et a encore des impacts négatifs sur les autochtones  et ce, dans le Québec en général.

## Les Algonquins
Les Algonquins qui habitaient l’Abitibi-Témiscamingue avant l’arrivée des colons était des gens nomade qui se nourrissait en chassant, en pêchant ou par la cueillette. Pour ne pas épuiser les ressources d’une région il se déplaçait d’endroit en endroit à chaque été pour laisser le temps à la nature de se régénérer. De nos jours, ils habitent pour la plupart dans des réserves mais ont gardé certaines de leurs coutumes ancestrales dont la chasse et la pêche. Cependant, les industries comme les mines, viennent parfois troubler l’équilibre de la nature et cause des troubles sociaux dans les communautés plus au nord, près desquelles elles s’installent parfois.

## Parcs à résidu

### Définition des parcs à résidu
Les mines extraient des millions de tonnes de minerais du sol et les traites pour en extraire les métaux précieux comme l’or, l’argent, le cuivre ou la platine. Lorsqu’elles ont terminé de traiter le minerai elles l’envoient dans des parcs à résidus sous forme de pulpe pour le faire décanter. Ces parcs peuvent couvrir plusieurs kilomètres. Les produits chimiques utilisés pour traiter le minerai, comme le cyanure ou l’arsenic, peuvent rendre le territoire stérile pendant des décennies si on ne les traite pas correctement,,.

### Impact des parcs à résidu sur les autochtones
Les parcs à résidu ont un impact non négligeable sur l'écosystème d'un territoire. Les autochtones ont donc plus de difficulté à pêcher sur les territoires affectés par les parcs à résidu parce que les écoulements acides peuvent affecter les rivières et les lacs des environs, ce qui peut causer une diminution notable de poissons dans les cours d’eau. De plus, ils ne peuvent pas chasser sur les territoires couvert par les parcs et à proximité parce que ce n’est pas un environnement propice aux animaux comme les orignaux ou les caribous,,.

## Impact des mines du nord du Québec sur les autochtones
Les projets miniers ouvrant dans le nord du Québec dans des sites peuplés d’autochtones amène de nombreux problèmes pour ceux-ci. En effet, le va-et-vient des employés, qui travaillent par exemple 3 semaines et repartent 2 semaines, fait monter les prix en général. De plus, les logements deviennent plus rares à cause des travailleurs venus du sud pour travailler à la mine. On note également une hausse de la prostitution autour des lieux de travail qui touche bien souvent les femmes autochtones et cela peut être expliqué en partie par le fait que 19 % des femmes autochtones sont monoparentales (contre 8 % pour les femmes non autochtones) et qu’elles ont de la difficulté à subvenir aux besoins de leur famille.
Georges-Ernest Grégoire, chef Innu de Uashat Mak Mani-Utenam, situé près de Sept-îles, négocie avec les compagnies minières afin d’obtenir d’elles des compensations et une plus grande implication dans les mines, par exemple en 2007, le chef Grégoire désirait la création d'une usine de traitement de minerais dans la réserve afin que les membres de sa communauté puissent y travailler.